# 林格伊耶迪
林格伊耶迪（Lingiyadih），是印度恰蒂斯加尔邦Bilaspur县的一个城镇。总人口15769（2001年）。

## 人口
该地2001年总人口15769人，其中男性8042人，女性7727人；0—6岁人口2525人，其中男1273人，女1252人；识字率65.03%，其中男性为73.07%，女性为56.66%。